# 塩田千春
塩田 千春（しおた ちはる、1972年-）は、ベルリン在住の現代美術家。大阪府岸和田市出身。2010年度より京都精華大学客員教授。糸を用いたインスタレーション作品で知られる。

## 経歴
大阪府立港南高等学校（現・大阪府立港南造形高等学校）、京都精華大学美術学部（現・芸術学部）洋画科卒業。同大学在学中の1993年からオーストラリア国立大学（ANU）キャンベラスクールオブアートに交換留学生として留学。1年間の留学中にはすでに、《一本の線》という並行線のみの大規模なドローイングや、空間に「絵を描くように」糸を張った作品も制作していた。
1996年、ハンブルク美術大学（HfbK）に入学。1997年から99年まで、ブラウンシュバイク美術大学（HBK）にてマリーナ・アブラモヴィッチに師事。1999年から2003年までベルリン芸術大学（UDK）にてレベッカ・ホーンに師事する。
2000年より現在まで、世界各地で個展を行うほか国際展にも多数参加している。また、オペラなどの舞台美術も多数手掛けている。
2008年には、平成19年度芸術選奨新人賞、平成19年度咲くやこの花賞美術部門受賞。
2015年には第56回ヴェネチア・ビエンナーレ国際美術展で日本代表に選出され「掌の鍵」を日本館で展示した。
2018年は第4回水と土の芸術祭2018に「どこへ向かって」を出品。
2019年6月、25年間の活動を振り返る大規模個展「塩田千春展：魂がふるえる」が森美術館で開催された。同年、第61回毎日芸術賞を受賞。
2022年、郷里である岸和田市の市制施行100周年を記念し、自泉会館にて「塩田千春展：Home to Home 家から家」を開催。その後、同年度の大阪文化賞を受賞。2025年、第75回芸術選奨文部科学大臣賞受賞。